# Buffalo Soldier
Pour les articles homonymes, voir Buffalo Soldiers (film) et Buffalo Soldier (chanson).

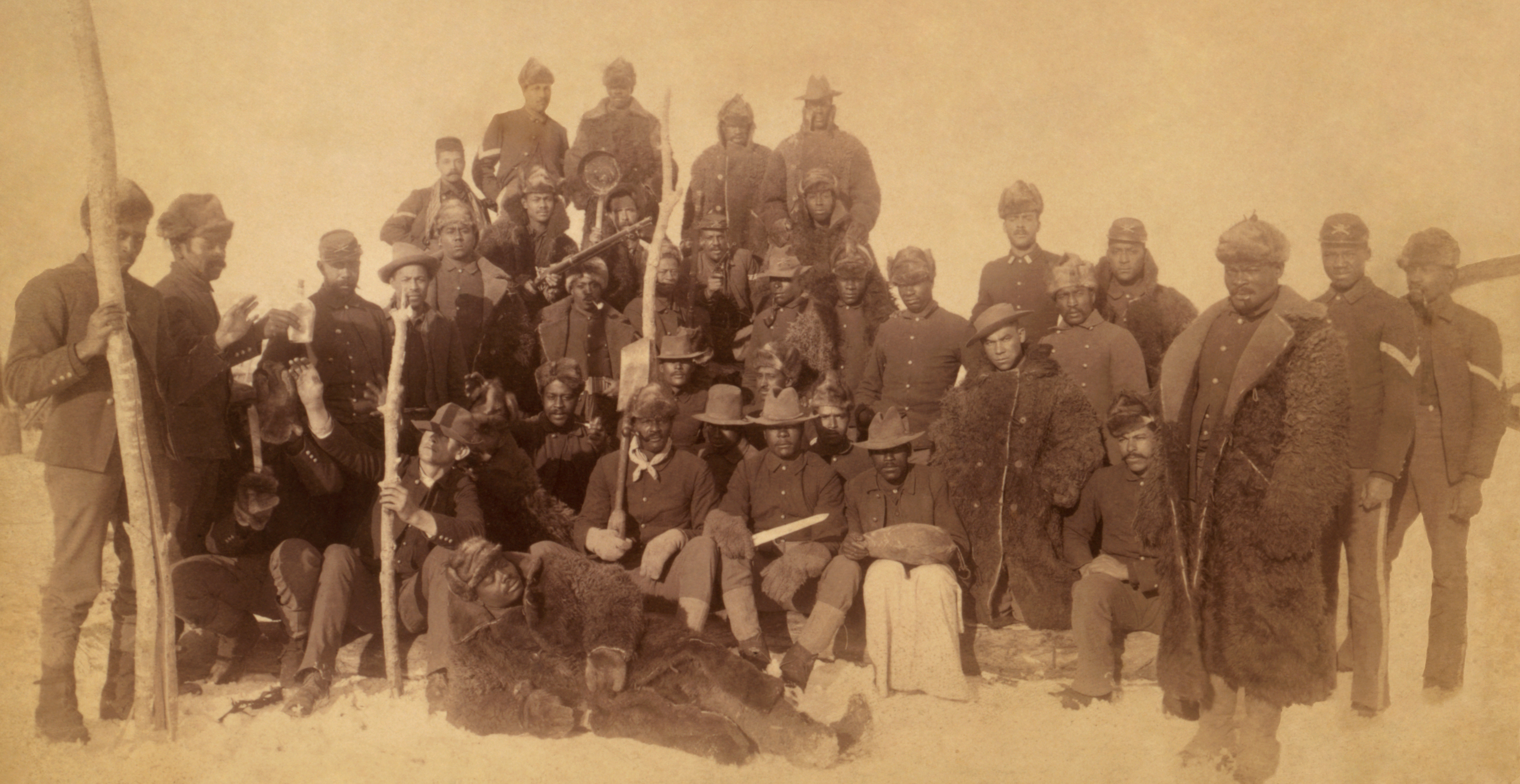
Buffalo Soldiers du d'infanterie, 1890

Buffalo Soldiers (soldat bison) est un surnom à l'origine donné aux membres du 10e régiment de cavalerie de l'armée des États-Unis, qui fut créé le 21 septembre 1866 au Fort Leavenworth, dans le Kansas. Finalement, ce terme engloba également le 9e régiment de cavalerie et les 24e et 25e régiment d’infanterie.
Ces régiments étaient les continuateurs dans l'U.S. Army des régiments d'Afro-Américains qui avaient été levés pendant la guerre de Sécession pour se battre dans l'armée de l'Union, qu'ils aient été des régiments de volontaires comme le 54e régiment d’infanterie du Massachusetts (décrit dans le film Glory) et le 5e United States Colored Cavalry, ou les nombreuses unités des United States Colored Troops.
Les Buffalo Soldiers furent reconnus par le Congrès des États-Unis comme les premiers régiments intégrés à l'armée régulière américaine uniquement composés de Noirs.
Un mouvement culturel revendicatif qui prend actuellement de l'importance tend à considérer que les Buffalo Soldiers ont été les instruments du génocide perpétré par certains Blancs contre les Amérindiens.
Mark Matthews, le dernier Buffalo Soldier survivant, est décédé le 6 septembre 2005 à l'âge de 111 ans. Il est enterré au cimetière national d'Arlington.

## Origine du nom
Les Kiowas auraient donné ce surnom au régiment de cavalerie par une admiration suscitée après des affrontements avec eux dans l'ouest du Kansas[réf. nécessaire]. Le terme fait référence soit :
- aux cheveux des soldats, réputés ressembler à la crinière des bisons (bison d'Amérique du Nord) ;
- à des caractéristiques plus générales attribuées aux bisons, comme la férocité, la force et l'endurance ;
- ou tout simplement du fait qu'ils se couvraient de peaux de bisons durant l'hiver.

## Leurs états de service

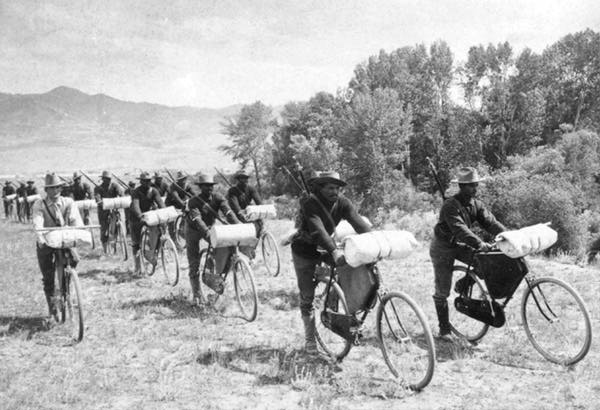
Des hommes du d'infanterie de l'armée de terre des États-Unis en 1897 dans le cadre d'une expérimentation d'infanterie cycliste.

Au cours de la guerre civile américaine, le gouvernement des États-Unis forma pour l'armée de l'Union des régiments connus sous le nom de United States Colored Troops, composés de soldats noirs menés par des officiers blancs. Après la guerre, le Congrès réorganisa l'armée, en autorisant la création de deux régiments noirs de cavalerie sous les noms de 9e et 10e de cavalerie des États-Unis, et quatre régiments noirs d'infanterie, sous les noms de 38e, 39e, 40e et 41e régiments d'infanterie (de couleur). Les 38e et 41e furent reformés sous le nom de 25e régiment d'infanterie, basé à Fort Clark au Texas, en avril 1869.
Toutes ces unités étaient composées de Noirs enrôlés et commandés par des officiers blancs. Certains de ces officiers blancs (Benjamin Grierson, Ranald Slidell Mackenzie, James S. Brisbin) étaient connus pour apprécier et bien traiter leurs troupes afro-américaines. Il y eut aussi quelques officiers noirs, comme Henry O. Flipper. Le colonel Grierson forma le 10th Cavalry Regiment à Fort Leavenworth (Kansas). Le général William Hoffman, connu, lui, pour maltraiter les soldats afro-américains, fut aussi en poste à Fort Leavenworth avant sa retraite.

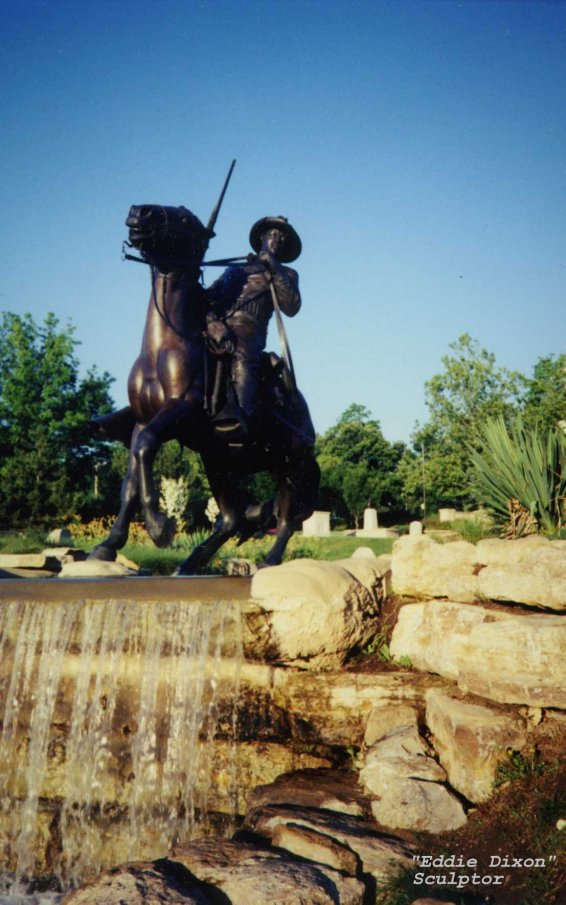
Le monument aux Buffalo Soldiers de Fort Leavenworth (Kansas). Les Buffalo Soldiers avaient la réputation d'être d'excellents cavaliers; ici le sculpteur Eddie Dixon a su montrer que le cavalier en patrouille, carabine Springfield au poing, fait corps avec sa monture, qui, alarmée par ce qu'elle a vu au sol, à quelques mètres à sa gauche, bronche.

De 1866 jusqu'au début des années 1890, ces régiments servirent à divers postes dans des régions au sud-ouest des États-Unis et dans les Grandes Plaines. Ils participèrent à cette époque aux guerres indiennes et se distinguèrent particulièrement. Treize hommes enrôlés et six officiers issus de ces régiments furent décorés par la Medal of Honor. En sus des campagnes militaires, les Buffalo Soldiers jouèrent quantité de rôles différents le long de la frontière, allant de la construction de routes à l'escorte du United States Postal Service.
"La plupart du temps, ils étaient utilisés pour « contrôler » des Amérindiens hostiles, et arrêter des révolutionnaires mexicains, des "outlaws" (bandits blancs) , des « comancheros » (trafiquants d'alcool et d'armes), et des voleurs de bétail (rustlers). Ils ont aussi joué le rôle de cartographes, ont posé des centaines de miles de câbles téléphoniques. Et en construisant ou en réparant les bâtiments des postes militaires, ils ont contribué à fonder de petits villages qui sont devenus des villes" . Ils ont aussi construit de nombreuses routes. Et certes ils ont contribué à l'extinction des Amérindiens, mais "les Buffalo Soldiers ont combattu les Amérindiens parce que c'était pour eux le moyen de gagner leur propre liberté" et en fait "ils ont défendu un pays et sa population qui n'étaient même pas conscients de leurs existences" .
Lorsque les guerres indiennes prirent fin dans les années 1890, les régiments restèrent actifs et participèrent à Cuba à la guerre hispano-américaine (dont la bataille de San Juan Hill), au cours de laquelle ils furent décorés de cinq autres Medal of Honor.
Ils prirent part aussi à l'expédition punitive de 1916 à Mexico, ainsi qu'à la guerre américano-philippine.
Au total, plus de vingt Buffalo Soldiers reçurent la Medal of Honor, la plus haute distinction parmi les unités militaires américaines.

## Préjugé racial
Les Buffalo Soldiers furent souvent victimes de préjugés raciaux, aussi bien de la part des membres de l'armée américaine que des civils, dans les zones où ils étaient installés. Cela entraîna parfois des violences. Certains Buffalo Soldiers furent impliqués dans des émeutes raciales dans la ville de Río Grande en 1899, à Brownsville (Texas) en 1906, et à Houston en 1917 (lien avec la mort de cinq policiers dans une émeute de 1917).
Les Buffalo Soldiers ne participèrent pas en tant qu'unités organisées à la Première Guerre mondiale, mais des sous-officiers expérimentés furent affectés à d'autres unités noires destinées au combat (comme le 317e bataillon du génie).
Au début du XXe siècle, les Buffalo Soldiers furent utilisés comme travailleurs et troupes de service plutôt qu'en tant qu'unités de combat. Au cours de la Seconde Guerre mondiale, les 9e et 10e régiments de cavalerie furent dissous et les soldats affectés à des unités de service. L'un des régiments d'infanterie, le 24e régiment d'infanterie, combattit sur le théâtre des opérations du Pacifique, ainsi que la 92e division d'infanterie, surnommée la division Buffalo Soldiers, sur le front d'Europe dans les Apennins.

## Guerre de Corée et intégration
Le 24e régiment d'infanterie participa à la guerre de Corée et fut le dernier régiment de Noirs à participer au combat. Il fut dissous en 1951 et les soldats furent affectés à d'autres unités en Corée.
Un monument est dédié aux Buffalo Soldiers dans l’État du Kansas, à Fort Leavenworth. Le futur Chairman of the Joint Chiefs of Staff (chef d'état-major des armées des États-Unis) Colin Powell en fit le discours d'inauguration en juillet 1992.

## Dans la culture populaire

### Musique
Le morceau Buffalo Soldier, écrit par Bob Marley et King Sporty, est l'un de leurs morceaux les plus connus, sorti pour la première fois en 1983 sur l'album Confrontation. De nombreux Jamaïcains, particulièrement des rastafaris comme Bob Marley, considéraient les Buffalo Soldiers comme un exemple marquant des Noirs ayant réussi avec courage, honneur et distinction à se frayer un chemin sur une route dominée par les Blancs et malgré le racisme présent à cette époque.

### Au cinéma
- Un film sorti en 1960, Le Sergent noir de John Ford avec Woody Strode et Jeffrey Hunter.
- Un téléfilm sorti en 1997, Buffalo Soldiers (en) de Charles Haid, avec Danny Glover, évoque particulièrement leur rôle dans l'histoire militaire américaine.
- Un film sorti en 2001, Buffalo Soldiers fit l'objet de controverses. Inspiré du roman de Robert O'Connor du même nom sorti en 1992, le scénario décrit des soldats (blancs) américains stationnés en Allemagne pendant la Guerre froide qui participent au marché noir.
- Un film sorti en 2008, Miracle à Santa Anna, de Spike Lee, raconte l'histoire romancée d'une équipe de quatre Buffalo Soldiers encerclée derrière les lignes allemandes en Italie durant l'année 1944. Ce film fut lui aussi sujet à controverse et ne fut pas distribué en France pendant dix ans, malgré la renommée de son réalisateur.

### Séries
- Godless, série produite par Netflix, la mention aux Buffalo Soldiers apparaît dans l'épisode 3, expliquant le concept de cette unité, qui est postée non loin d'une ville.

### Littérature
- Philippe Morvan, Ours, Chap. 72-74, Calmann-Lévy, 2018.
- Frank N. Schubert, Voices of the Buffalo Soldier: Records, Reports, and Recollections of Military Life and Service in the West, Calmann-Lévy, 2009.
- Brian G. Shellum, Black Officer in a Buffalo Soldier Regiment: The Military Career of Charles Young, Bison Books, 2010.
- Phillip Thomas Tucker, Cathy Williams: From Slave to Buffalo Soldier, Stackpole Books, 2002.

### Bande dessinée
- Un personnage ayant comme surnom Buffalo Soldier apparaît le n°8 des comics Black Panther en septembre 2022, écrit par John Ridley[réf. nécessaire]. Dans ce comics, Black Panther explique très brièvement l'histoire des vrais Buffalo Soldier.